# American Basketball Association 2000-2001
La stagione di American Basketball Association 2000-2001 fu la 1ª della nuova ABA. La stagione finì con la vittoria dei Detroit Dogs, che sconfissero i Chicago Skyliners per 107 a 91 nella finale unica disputata.

## Squadre partecipanti
- Chicago Skyliners
- Detroit Dogs
- Indiana Legends
- K.C. Knights

- Los Angeles Stars
- Memphis H.'Dawgs
- San Diego WildFire
- TampaBay T-Dawgs

## Classificaregular season

### East Division
| Squadra                | V  | P  | PCT  |
| ---------------------- | -- | -- | ---- |
| Detroit Dogs           | 24 | 20 | 54,5 |
| Memphis Houn'Dawgs     | 19 | 22 | 46,3 |
| Indiana Legends        | 18 | 24 | 42,9 |
| Tampa Bay ThunderDawgs | 15 | 26 | 36,6 |

### West Division
| Squadra             | V  | P  | PCT  |
| ------------------- | -- | -- | ---- |
| Chicago Skyliners   | 31 | 12 | 72,1 |
| Los Angeles Stars   | 28 | 13 | 68,3 |
| Kansas City Knights | 24 | 17 | 58,5 |
| San Diego WildFire  | 8  | 33 | 19,5 |

## Play-off
|  | Semifinali di Division | Semifinali di Division | Semifinali di Division |             |         | Finali di Division | Finali di Division | Finali di Division |  |  | Finale ABA | Finale ABA | Finale ABA |  |
|  |                        |                        |                        |             |         |                    |                    |                    |  |  |            |            |            |  |
|  | 4                      | Detroit                | 117                    |             |         |                    |                    |                    |  |  |            |            |            |  |
|  | 4                      | Detroit                | 117                    |             |         |                    |                    |                    |  |  |            |            |            |  |
|  | 7                      | Tampa Bay              | 112                    |             |         |                    |                    |                    |  |  |            |            |            |  |
|  | 7                      | Tampa Bay              | 112                    |             | 4       | Detroit            | 119                |                    |  |  |            |            |            |  |
|  |                        |                        |                        |             | 4       | Detroit            | 119                |                    |  |  |            |            |            |  |
|  |                        |                        | 6                      | Indiana     | 105     |                    |                    |                    |  |  |            |            |            |  |
|  | 5                      | Memphis                | 6                      | Indiana     | 105     | 90                 |                    |                    |  |  |            |            |            |  |
|  | 5                      | Memphis                |                        |             |         |                    |                    |                    |  |  |            |            |            |  |
|  | 6                      | Indiana                | 95                     |             |         |                    |                    |                    |  |  |            |            |            |  |
|  | 6                      | Indiana                | 95                     |             | Detroit | Detroit            | 107                |                    |  |  |            |            |            |  |
|  |                        |                        |                        |             |         |                    |                    |                    |  |  |            |            |            |  |
|  |                        |                        | Chicago                | Chicago     | 91      |                    |                    |                    |  |  |            |            |            |  |
|  | 1                      | Chicago                | Chicago                | Chicago     | 91      | 112                |                    |                    |  |  |            |            |            |  |
|  | 1                      | Chicago                |                        |             |         |                    |                    |                    |  |  |            |            |            |  |
|  | 8                      | San Diego              | 97                     |             |         |                    |                    |                    |  |  |            |            |            |  |
|  | 8                      | San Diego              | 97                     |             | 1       | Chicago            | 106                |                    |  |  |            |            |            |  |
|  |                        |                        |                        |             | 1       | Chicago            | 106                |                    |  |  |            |            |            |  |
|  |                        |                        | 3                      | Kansas City | 105     |                    |                    |                    |  |  |            |            |            |  |
|  | 2                      | Los Angeles            | 3                      | Kansas City | 105     | 112                |                    |                    |  |  |            |            |            |  |
|  | 2                      | Los Angeles            |                        |             |         |                    |                    |                    |  |  |            |            |            |  |
|  | 3                      | Kansas City            | 132                    |             |         |                    |                    |                    |  |  |            |            |            |  |

| Campione ABA 2001      |
| ---------------------- |
| Detroit Dogs 1º titolo |

## Premi ABA
- ABA Championship Tournament Most Valuable Player: Gee Gervin e Ndongo N'Diaye, Detroit Dogs